# Tord Bonde (Filipsson)
Tord Bonde, född på 1400-talet, död 1484, var en svensk riddare och riksråd.

## Biografi
Tord Bonde var son till häradshövdingen Filip Bonde i Vedbo härad och Elin Stensdotter. Han var 16 augusti 1458 riddare och 13 september 1463 riksråd. Bonde förlänades under en tid med Vedens härad och bodde 1481 på Säms. Han avled 1484  och är begravd med sin andra hustru i Vadstena kloster.

### Egendom
Bonde ägde Säms i Säms socken.

### Familj
Bonde gifte sig första gången 1454 med Bengta Jönsdotter (död 1458), dotter till riddaren och hövitsmannen Jöns Nilsson (Svarte skåning) på Akershus fästning och Ingeborg Nilsdotter. Bengta Jönsdotter var änka efter väpnaren Arvid Bengtsson (Oxenstierna).
Bonde gifte sig andra gången 1460 med Katarina Knutsdotter, dotter till väpnaren och riksrådet, lagmannen Knut Jönsson (Tre Rosor) i Västergötlands och Dals lagsaga och Agnes Alfsdotter.